# Ellipse Building
Das Ellipse Building ist ein Gebäudekomplex im Quartier Nord, dem zentralen Geschäftsviertel der belgischen Hauptstadt Brüssel. Der Komplex, der den gesamten Straßenblock einnimmt, besteht aus drei Gebäuden und liegt am Ende des Boulevard du Roi Albert II, gegenüber dem Tour TBR, des Tour Zénith und den North Galaxy Towers. Der Nordbahnhof der Stadt liegt ebenfalls in unmittelbarer Nähe zu den Gebäuden.
Das Ellipse Building wurde 2006 fertiggestellt. Das höchste Gebäude des Komplexes hat eine Höhe von 85 Metern, die sich auf 23 Etagen verteilen, was ihm zu einem der höchsten Gebäude der Stadt und des Landes macht. Das Hochhaus ist ellipsenförmig und war namensgebend für den Komplex. Die restlichen Gebäude sind jeweils sieben und vier Etagen hoch. In den drei unterirdischen Etagen befinden sich unter anderem 279 Parkplätze.

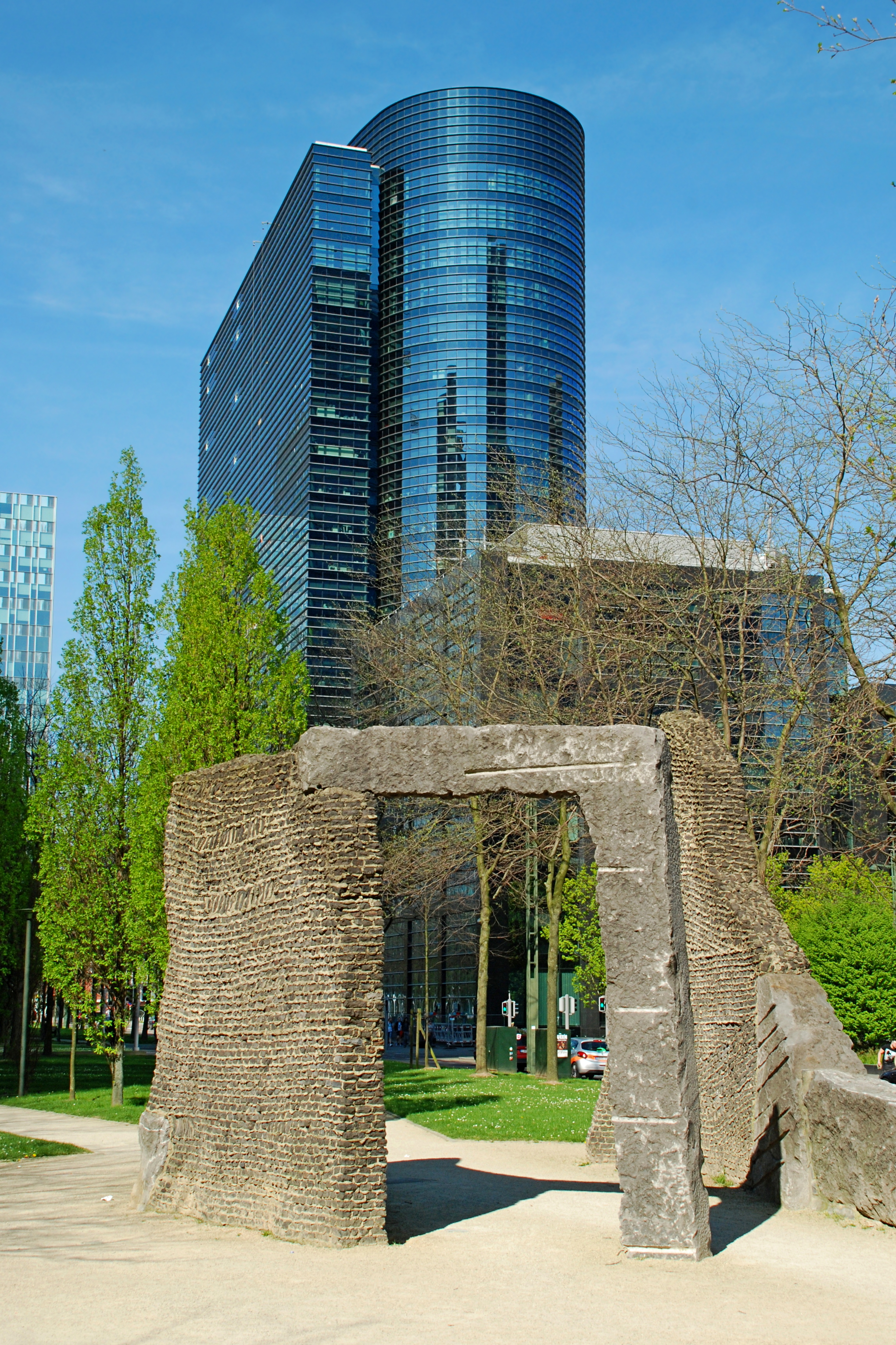
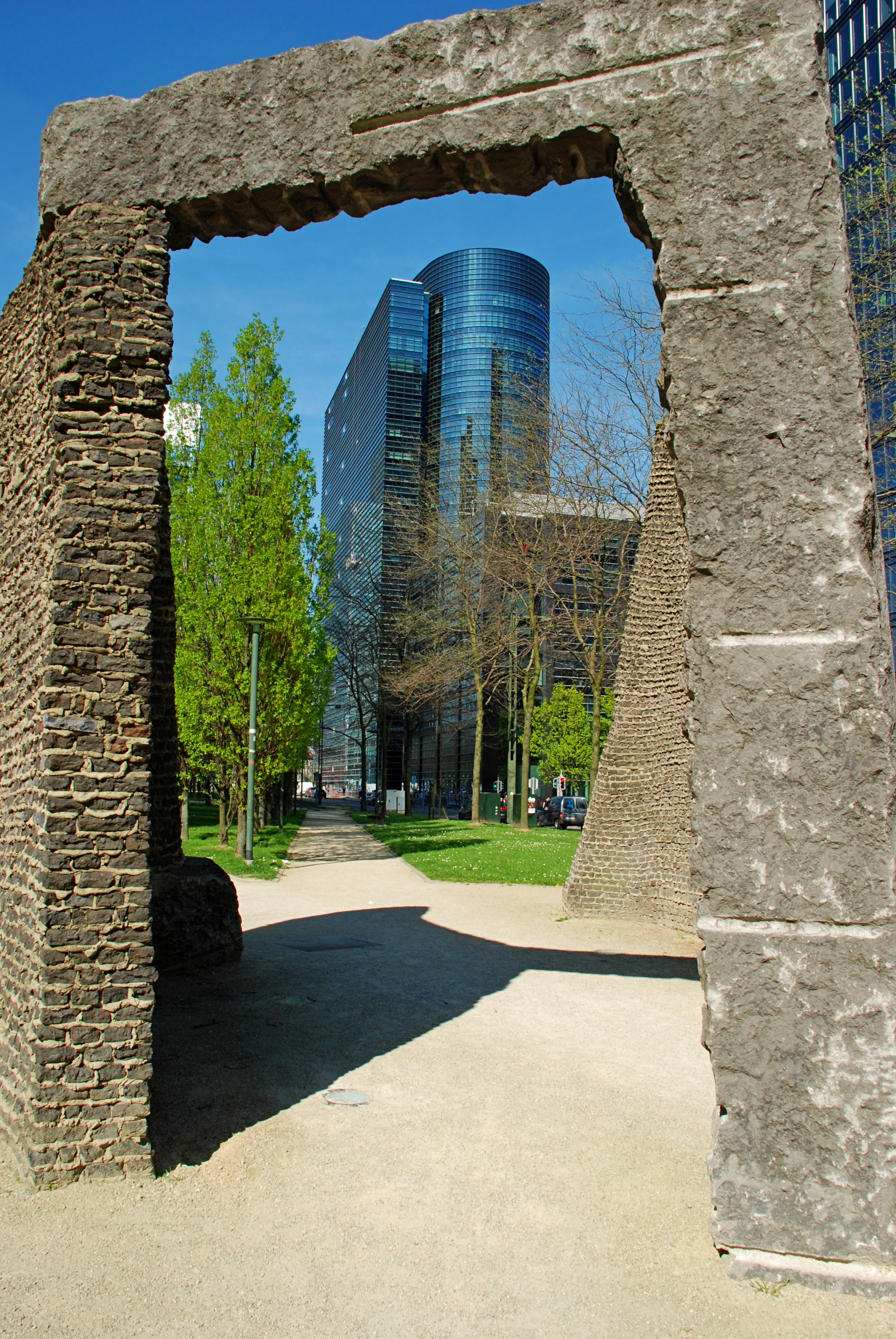